# Referendum in Svezia del 2003
Il referendum in Svezia del 2003 si è tenuto il 14 settembre e aveva ad oggetto l'adozione dell'euro.
Il quesito che veniva posto ai cittadini svedesi era: "Pensi che la Svezia dovrebbe introdurre l'euro come valuta?" (in lingua originale: Anser du att Sverige skall införa euron som valuta?). Se i favorevoli avessero ottenuto la maggioranza, il paese scandinavo avrebbe adottato la moneta unica europea il 1º gennaio 2006.
La vigilia del voto venne funestata dall'omicidio del Ministro degli Esteri in carica Anna Lindh, esponente del Partito Socialdemocratico e schierata per il sì: la donna venne accoltellata da Mijailo Mijailović mentre faceva la spesa in un negozio di Stoccolma il 10 settembre e morì in ospedale il giorno successivo. Il Primo Ministro Göran Persson, in accordo con il Parlamento, decise di fermare immediatamente tutte le iniziative inerenti alla campagna elettorale referendaria (comizi, dibattiti, trasmissioni televisive, ecc.).
Il quesito refendario è stato respinto.

## Posizioni dei partiti
Si sono schierati contro l'adozione dell'euro i seguenti movimenti politici: Partito di Centro, Partito della Sinistra, Partito dei Verdi.
Si sono schierati a favore dell'adozione dell'euro i seguenti movimenti politici: Partito Moderato, Democratici Cristiani, Liberali.
A causa di divisioni interne, non ha dato indicazioni di voto il Partito Socialdemocratico.

## Risultati
| No              | 3 265 341 | 57,09 |  |  |  |  |  |  |
| Sì              | 2 453 899 | 42,91 |  |  |  |  |  |  |
| Totale          | 5 719 240 | 100   |  |  |  |  |  |  |
|                 |           |       |  |  |  |  |  |  |
| Voti non validi | 124 548   | 2,13  |  |  |  |  |  |  |
| Votanti         | 5 843 788 | 82,57 |  |  |  |  |  |  |
| Elettori        | 7 077 502 |       |  |  |  |  |  |  |